# Dril černolící

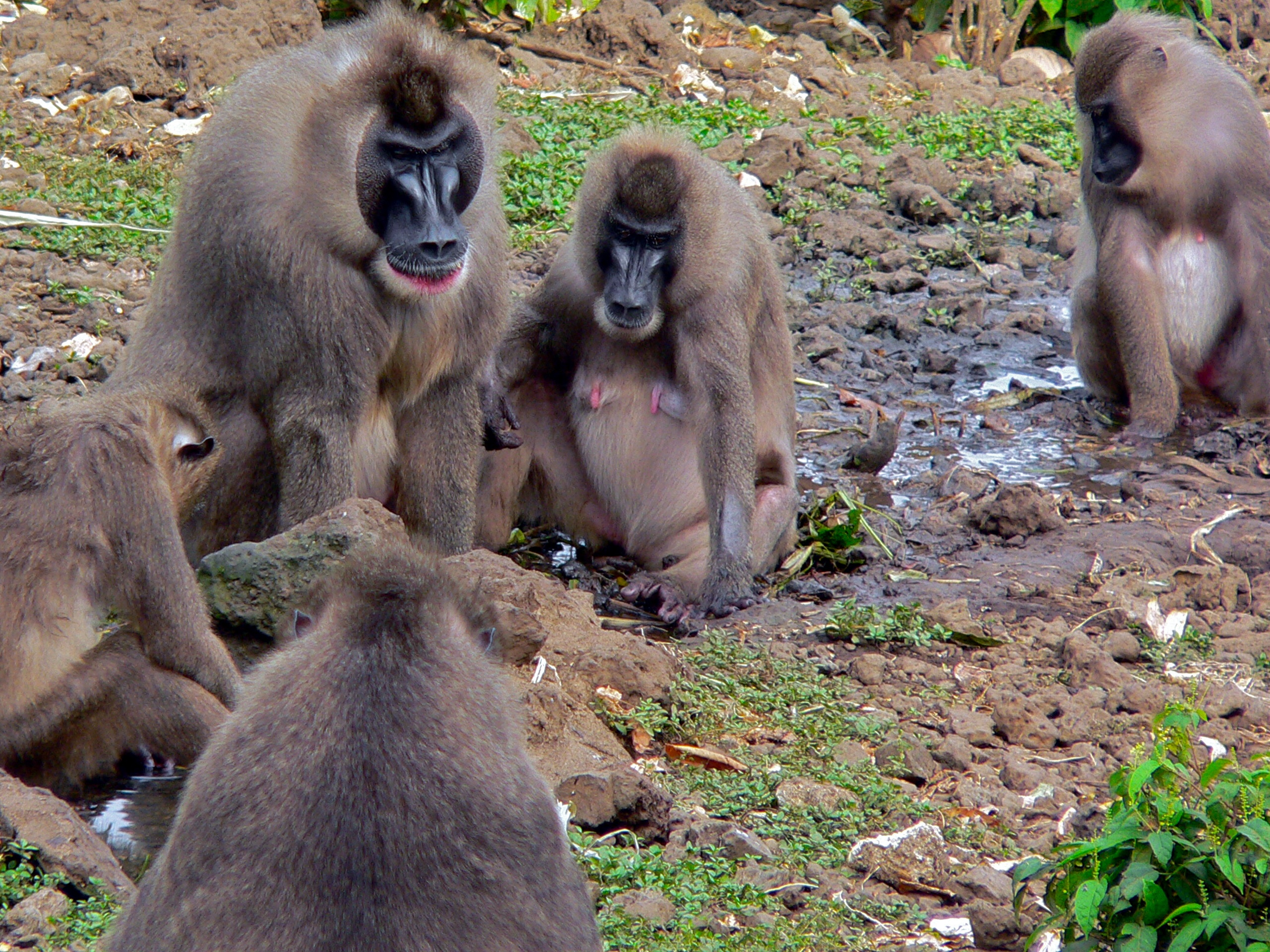
Skupinka drilů

Dril černolící (Mandrillus leucophaeus) je úzkonosý primát z čeledi kočkodanovití. Má dva poddruhy. Žije v Kamerunu, v části Nigérie, v pevninské části Rovníkové Guineje a na jejím ostrově Bioko v hustých pralesních porostech, v nížinách a říčních nebo pobřežních oblastech do nadmořské výšky 1200 m. Otevřeným bezlesým prostorám se vyhýbá.

## Popis
Dospělí samci měří na délku od 60 do 75 cm a váží asi 25 kg. Samice jsou zhruba poloviční velikostí i váhy. Ocas mají krátký, od 5 do 7 cm. Na hřbetě je olivově zelená srst s odstínem hnědé nebo šedé barvy, středně dlouhá. Břišní strana a vnitřní strana stehen jsou našedlé barvy. Obličej je sytě černý, za obličejovou části hlavy se nachází světlejší srst tvořící okruží, přerušené pouze na hlavě korunkou v tmavé barvě. Dospělí samci mají na bradě růžovou skvrnu. Oblast genitálií je červená, sedací hrboly jsou růžové, na spodní straně modré. Samice jsou převážně celé černé. Ve tvářích mají drilové lícní vaky, do kterých si během pastvy ukládají potravu. Čenich je poměrně krátký, černě zbarvený a holý, spodní pysk je ohraničen červeně. Mají 32 zubů, jejich zubní vzorec je 2:1:2:3.

## Stravování
Jsou všežravci, ve stravě však převažuje rostlinná složka, ovoce, listy, kořeny a houby. Jen doplňkově si jídelníček zpestřují o bezobratlé živočichy: termity, pavouky, korýše, žáby, housenky nebo vejce. Živí se také na plantážích s maniokem nebo palmou kokosovou či olejovou, za což na ně místní obyvatelé pořádají hony.

## Život v tlupě
Vytvářejí malé skupiny 20 až 25 jedinců vedených jediným samcem, nebo sestavují větší tlupy s více samci, ale ti bývají podřízeni. Vedoucí samec dává najevo své postavení zvýšenou agresivitou, jež je zpravidla směřována k ostatním samcům. Neúspěšní samci žijí samotářsky na hranici teritoria tlupy, ze které pocházejí. Samci se zdržují více na zemi, kdežto samice a mláďata zase v nižších patrech lesního porostu. Po zemi chodí po čtyřech končetinách. Aktivní jsou pouze přes den, na ochranu proti dravcům nocují na hustých stromech ve výškách okolo 10 metrů.
Komunikace mezi nimi je zvuková, vizuální a chemická, když zanechávají značkovací sekret z prsních žláz na větvích stromů. Z hlediska sociální hierarchie je důležitá doteková komunikace, například vzájemná péče o srst.

## Rozmnožování
V období páření se oblasti okolo pohlavích orgánů více prokrvují a zbarvuji se fialově až rudě. Samice po 170 až 180 dnech březosti rodí jedno mládě o hmotností kolem 750 g se světle šedým zbarvením, barva na tmavou se změní okolo osmého měsíce. Mládě je kojeno do 15 až 16 měsíců, pečuje o ně převážně matka a pomáhají jí mladší členové tlupy. Samci mají pouze funkci ochrannou, někdy cizí mláďata zabíjejí. Samice se může pářit opět po 17 až 19 měsících. Pohlavní dospělost u samic nastává třetím, u samců až šestým rokem.
Průměrná délka života v přírodě je asi 30 a v zajetí 35 let. Bývají loveni levharty, výjimečně šimpanzi, ale často je loví lidé pro maso. Při lovu jsou vybiti všichni členové tlupy.[zdroj?] Ohrožuje je nejvíce kácení původní vegetace a odlesňování velkých ploch. Druhy nově vysazovaných stromů (plantáže) jim neposkytují vhodnou potravu.

## Poddruhy
Oba poddruhy žijí od sebe odděleně a na pohled se nepatrně liší barvou i způsobem života.
- Mandrillus leucophaeus leucophaeus Cuvier, 1807 – je to tzv. pevninský dril, žije od jihovýchodu Nigérie po severozápad Kamerunu, od řeky Cross River po řeku Sanaga. Nohy má světlejší a na hlavě má korunku žlutavě černou.
- Mandrillus leucophaeus poensis Zukowsky, 1922 – je to tzv. ostrovní dril, žije na ostrově Bioko a v Rovníkové Guineji. Nohy má tmavší a srst těla má šedivější. Tito drilové vytvářejí jen tlupy s jedním samcem, které bývají početně menší.

## Chov v českých zoo
V ČR tyto vzácné primáty chová jako jediná ZOO Dvůr Králové, kde se je podařilo už několikrát rozmnožit.
- Je zde chována unikátní skupina, ve které se tolerují dva samci.